# Pucciniostele philippinensis
Pucciniostele philippinensis är en svampart som beskrevs av Cummins & Thirum. 1953. Pucciniostele philippinensis ingår i släktet Pucciniostele och familjen Phakopsoraceae.   Inga underarter finns listade i Catalogue of Life.